# Обсуждению не подлежит
«Обсуждению не подлежит» (англ. Undisputed) — спортивный фильм 2002 года с Уэсли Снайпсом и Винг Рэймсом в главных ролях, снятый Уолтером Хиллом.

## Сюжет
Чемпиона по боксу в тяжёлом весе Джорджа Чемберса по кличке «Айсмен» обвинили в изнасиловании, в результате чего он попал в тюрьму, где уже 10 лет бессменным чемпионом является Монро Хатчен. Старый гангстер Мэнди Рипштайн организовывает бой между ними. И вскоре на ринге должны сойтись два бойца, не желающие уступать друг другу.

## В ролях
| Актёр             | Роль                    |
| ----------------- | ----------------------- |
| Уэсли Снайпс      | Монро Хатчен            |
| Винг Рэймс        | Джордж «Айсмен» Чемберс |
| Питер Фальк       | Мэнди Рипштайн          |
| Майкл Рукер       | Эй Джей Меркер          |
| Уэс Стьюди        | Минго Пейс              |
| Фишер Стивенс     | Джеймс Кройчек          |
| Master P          | рэпер                   |
| Ed Lover          | Марвин Бондс            |
| Дейтон Калли      | Янк Льюис               |
| Эми Акино         | Дарлин Эрли             |
| Роуз Роллинз      | Туини Ролинс            |
| Питер Джейсон     | телеведущий             |
| Александр Невский | заключённый             |